# Arrêt Martinez e.a. contre Parlement
L’arrêt rendu le 2 octobre 2001 dans le cadre de l’affaire Martinez e.a. contre Parlement par le Tribunal de l'Union européenne concerne les conditions de formation des groupes politiques européens, et dans le cas d'espèce, du Groupe technique des indépendants.

## Sources